# 入曽駅

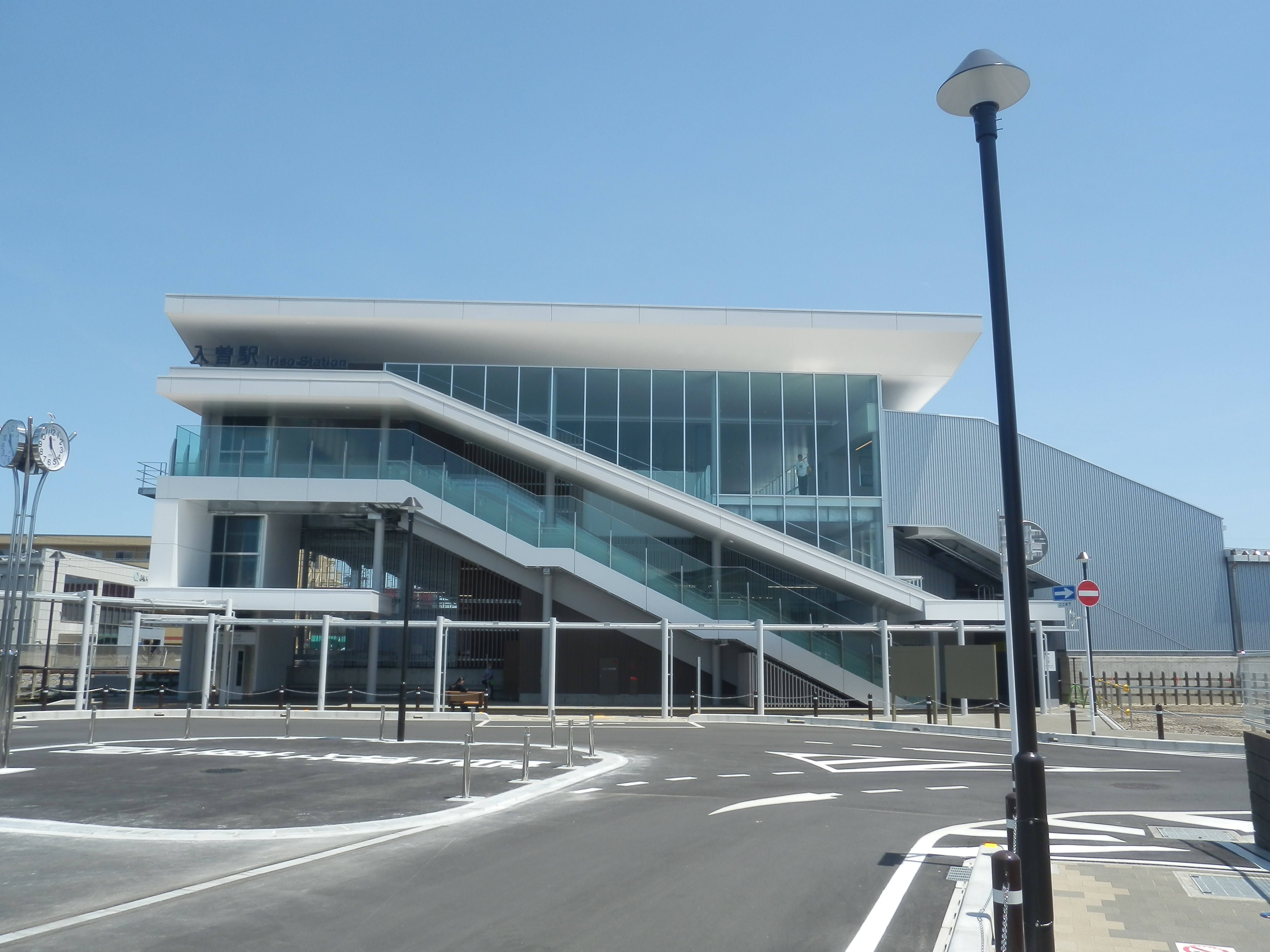
西口駅舎（2025年5月）

入曽駅（いりそえき）は、埼玉県狭山市大字南入曽にある、西武鉄道新宿線の駅である。駅番号はSS25。

## 歴史
- 1895年（明治28年）3月21日 - 開業[1]。元は川越鉄道の駅で、西武鉄道全駅の中で国分寺駅、小川駅、東村山駅（旧久米川仮駅）に次いで古い。同時に開業した駅には所沢駅、入間川駅（現・狭山市駅）、川越駅（現・本川越駅）がある。
- 1964年（昭和39年）7月30日 - 4両編成から6両編成対応のホーム有効長延伸工事終了。
- 1969年（昭和44年）9月26日 - 新所沢駅 - 当駅間複線化完成。
- 1973年（昭和48年）6月2日 - 現駅舎完成。
- 1975年（昭和50年）11月26日 - 当駅 - 入間川駅間複線運転開始。
- 1980年（昭和55年）2月28日 - 跨線橋完成。
  - これ以前は、ホームの狭山市駅方向の端にあった構内踏切を利用していた。ホーム延長箇所付近にその名残りがある。
  - ホーム有効長も延伸され、同年3月17日実施のダイヤ改正で10両編成車両が停車するようになる。
- 1994年（平成6年）5月23日 - ホームエスカレーター供用開始。
- 1996年（平成8年）2月29日 - 西口開設。
- 2009年（平成21年）7月21日 - 東口にTOMONY入曽駅店開店。
- 2010年（平成22年）3月31日 - 西口の営業時間を6:30 - 22：30から始発 - 終電に変更。
- 2013年（平成25年）2月15日 - トイレ移設工事終了。多機能トイレ供用開始。
- 2016年（平成28年）3月1日 -　構内エレベーター供用開始。
- 2018年（平成30年）6月29日 - TOMONY入曽駅店閉店。
- 2018年（平成30年）8月3日 - 自動販売機型店舗としてTOMONY入曽駅店の営業を再開。
- 2025年（令和7年）3月
  - 28日 - 東口・西口駅前広場が供用開始[2]。
  - 29日 - 橋上駅舎及び東西自由通路が供用開始[2]。

## 駅構造
相対式ホーム2面2線を有する地上駅で、橋上駅舎を有する。かつては、下りホーム側駅舎が西口、上りホーム側駅舎が東口、各ホーム間は跨線橋により連絡していたが、2025年に現在の橋上駅舎が完成したため封鎖されている。

### のりば
| ホーム | 路線   | 方向 | 行先                                   |
| ------ | ------ | ---- | -------------------------------------- |
| 1      | 新宿線 | 上り | 所沢・高田馬場・西武新宿（国分寺）方面 |
| 2      | 新宿線 | 下り | 狭山市・本川越方面                     |

（出典：西武鉄道:駅構内図）
- 新所沢寄りから分岐し1番ホーム東側の東口駅舎裏南側に至る留置線があり、保線用機器などが留置されていた。2012年11月、駅舎裏南側に隣接してトイレを新設するため留置線が短縮され、トイレの敷地となった。その後、2015年に撤去され、資材置き場・工事用車両駐車場等として使用されている。
- 1996年に2番ホーム側に西口駅舎が開設される以前は3番ホームがあった。古くは2番ホームと同様に「3番線 本川越方面」として案内看板があったが、優等列車の待避などもない駅であるため、旅客用にはほとんど使用されない状態が続いた。長らく定期列車の入線はなかったため、看板も更新されず撤去された。3番ホームには保線用機器が留置され、回送・試運転列車の入線も稀であった。事実上廃止同然の状態であったが、1994年にエスカレーターが設置された際に一部がその用地となり、ホームに柵が設けられたため使用不能となった。さらに西口開設時に一部が駅舎用地に転用され、線路は分断された。西口駅舎開設後は本川越側のレールが撤去され新所沢寄りのみ留置線として残した。その後も保線用機器などが留置されていることがあったが、次第に使用されなくなり、2013年8月、新所沢寄りのレールもすべて撤去された。
- 開設時期の古い駅であり、かつては貨物輸送も行われていたことから、駅敷地は比較的広く取られており、レールや資材などが置かれている。大規模な駅改良や再開発がなかったため、路線開通時に建設された大谷石のプラットホーム土台が残存し、現在まで使用されている。
- 1番ホーム裏手の敷地には木造の物置小屋や西武鉄道社紋入りの石の水桶など古い設備が残っていたが、2017年11月に撤去され更地となっている。

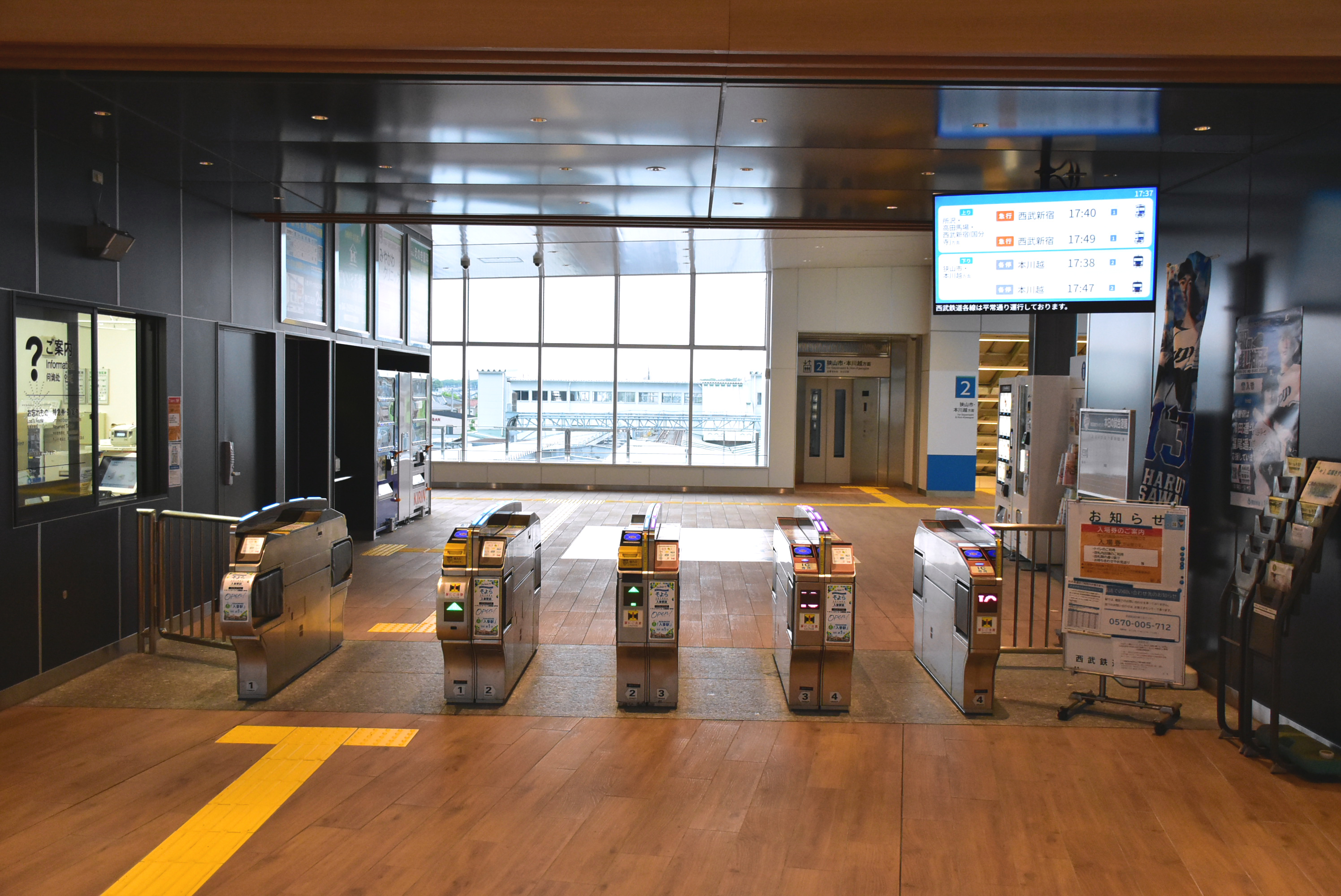
改札（2025年5月）
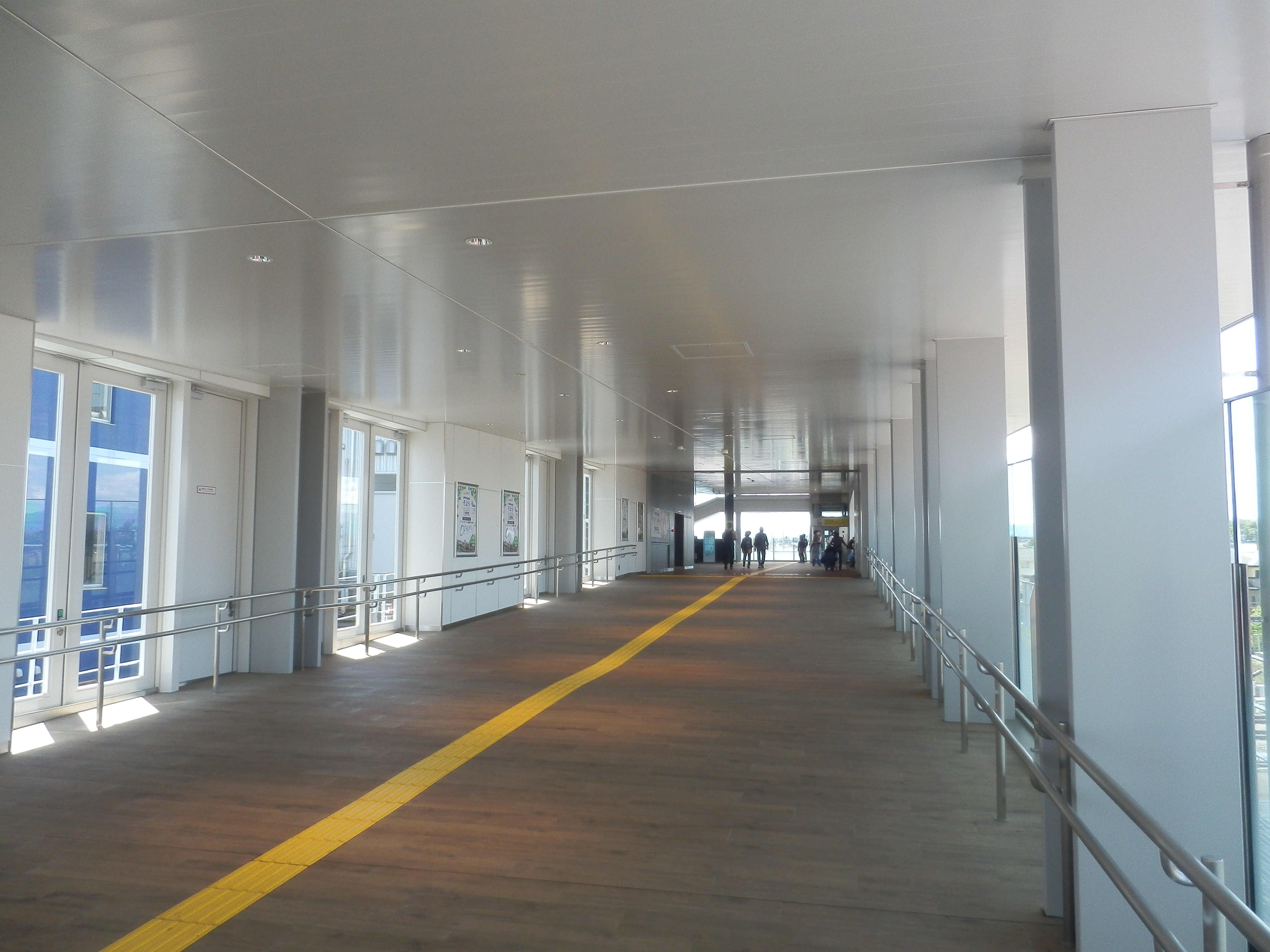
東西自由通路（2025年5月）
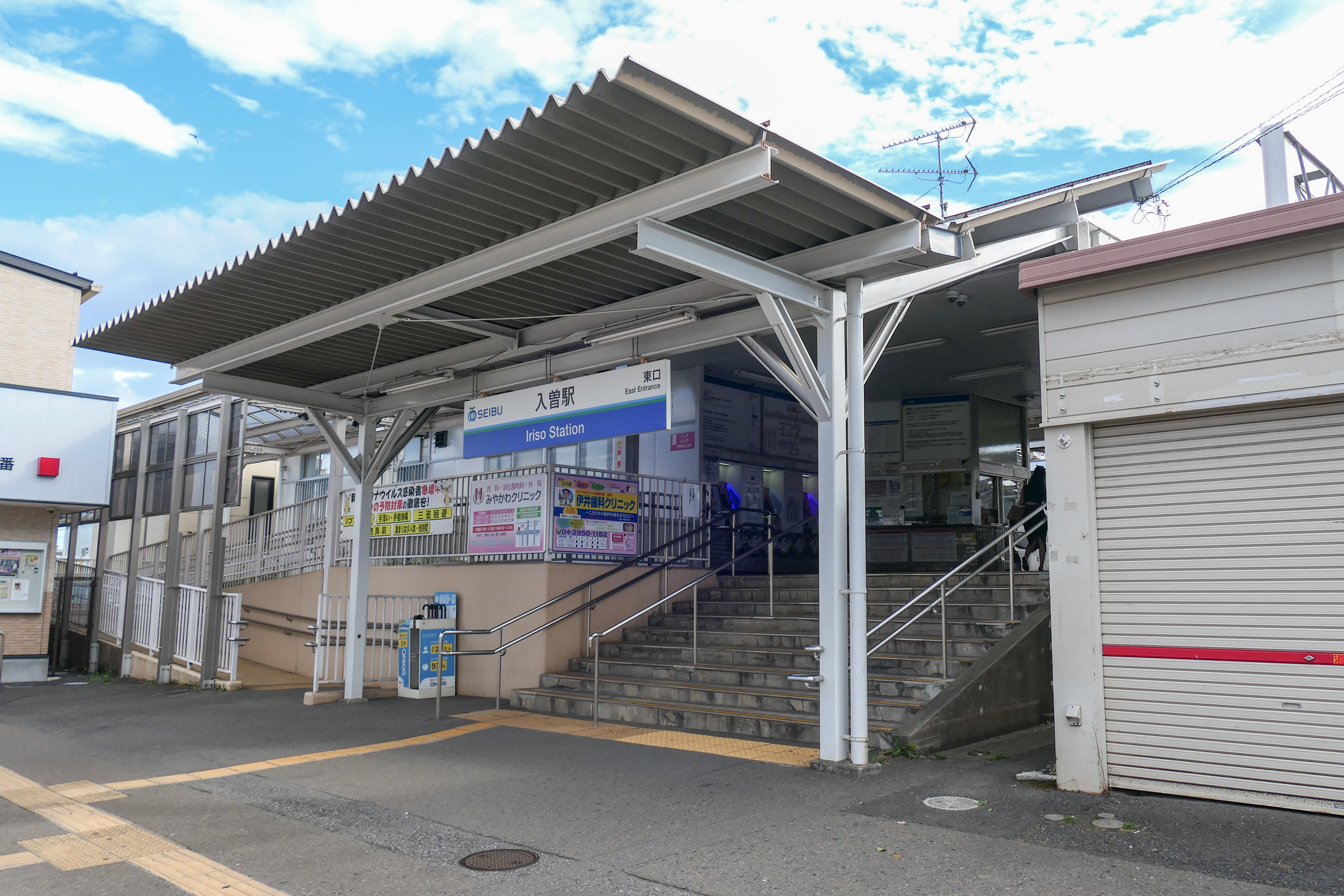
かつての東口駅舎（2022年8月）
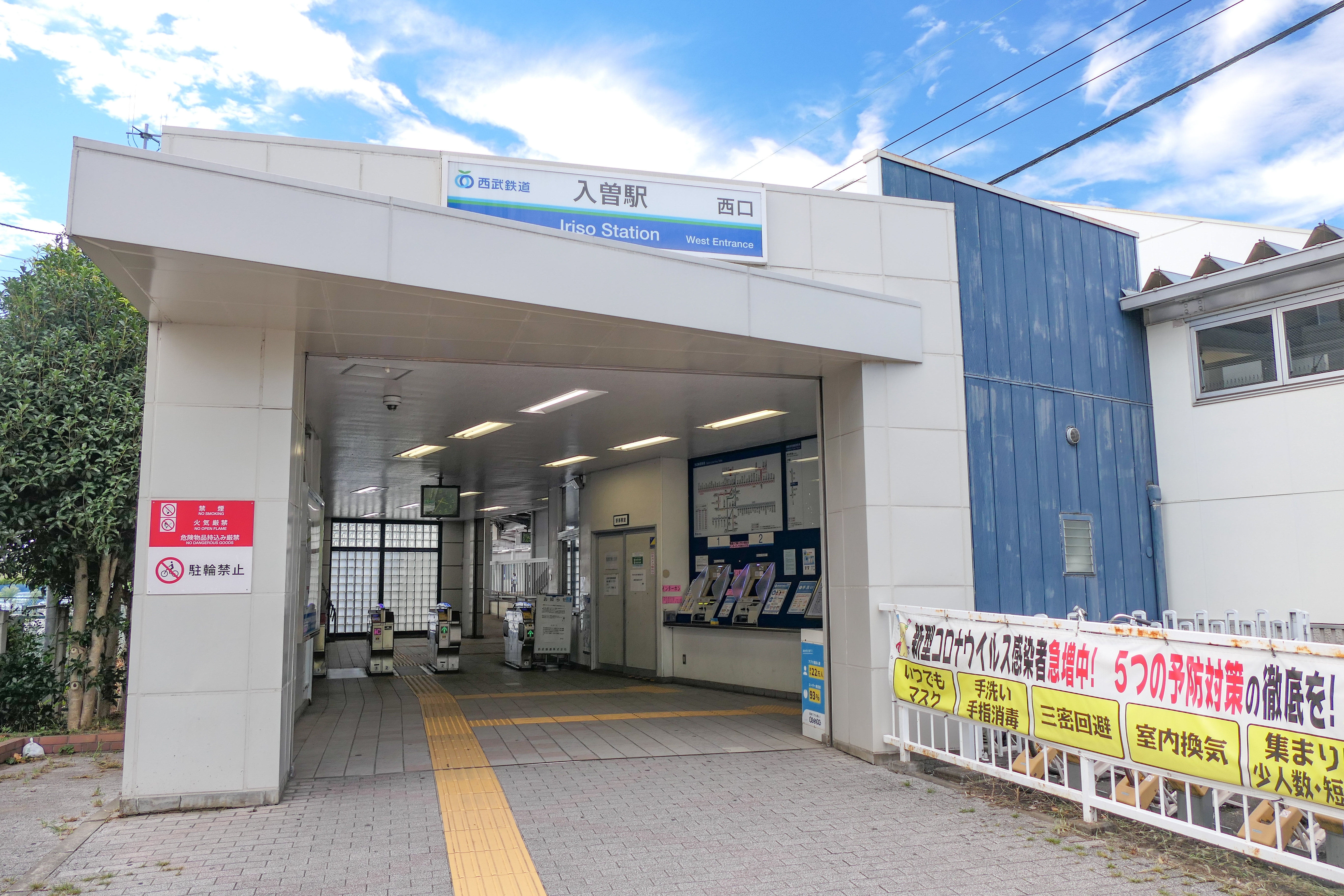
かつての西口駅舎（2022年8月）
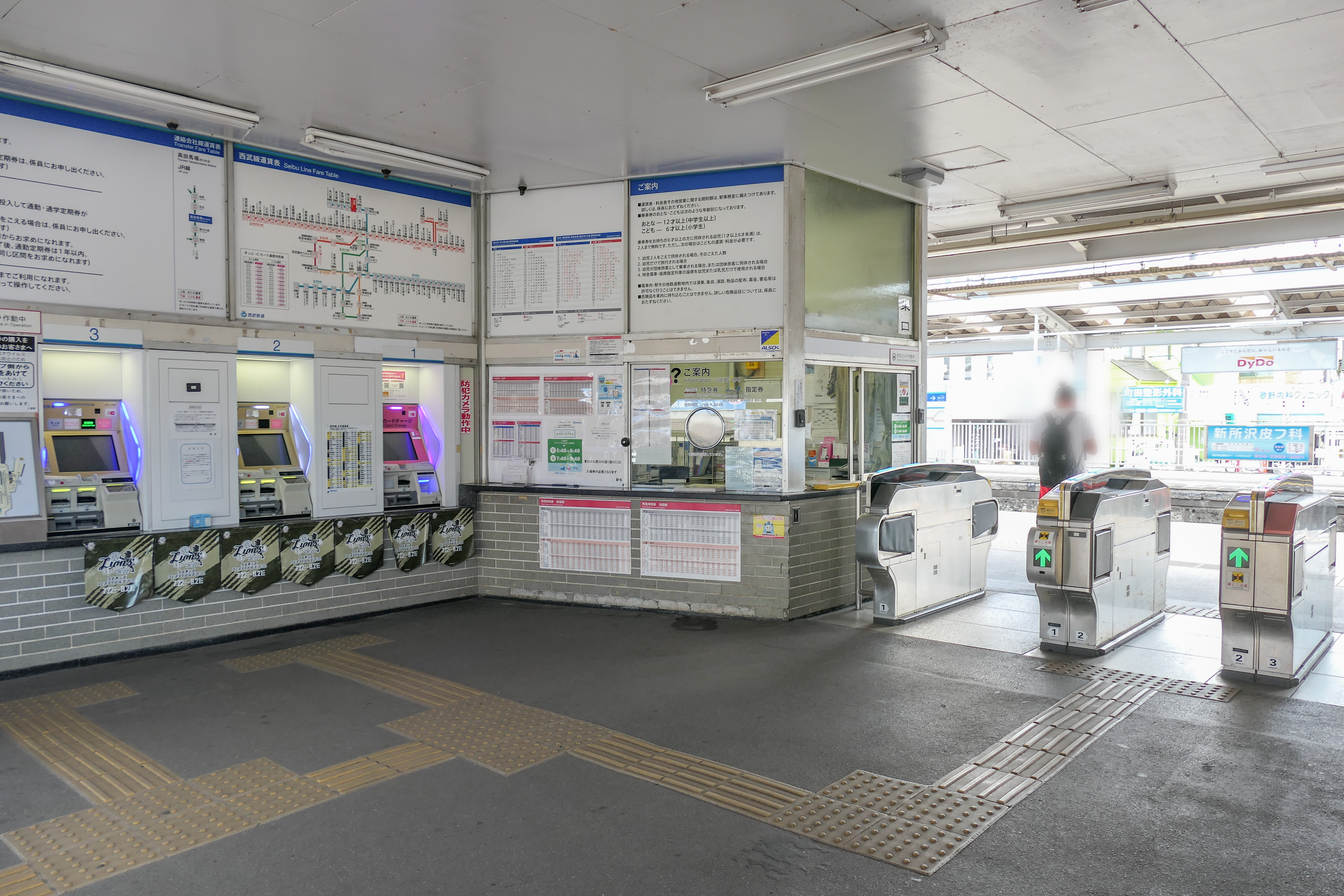
かつての東口改札（2022年8月）
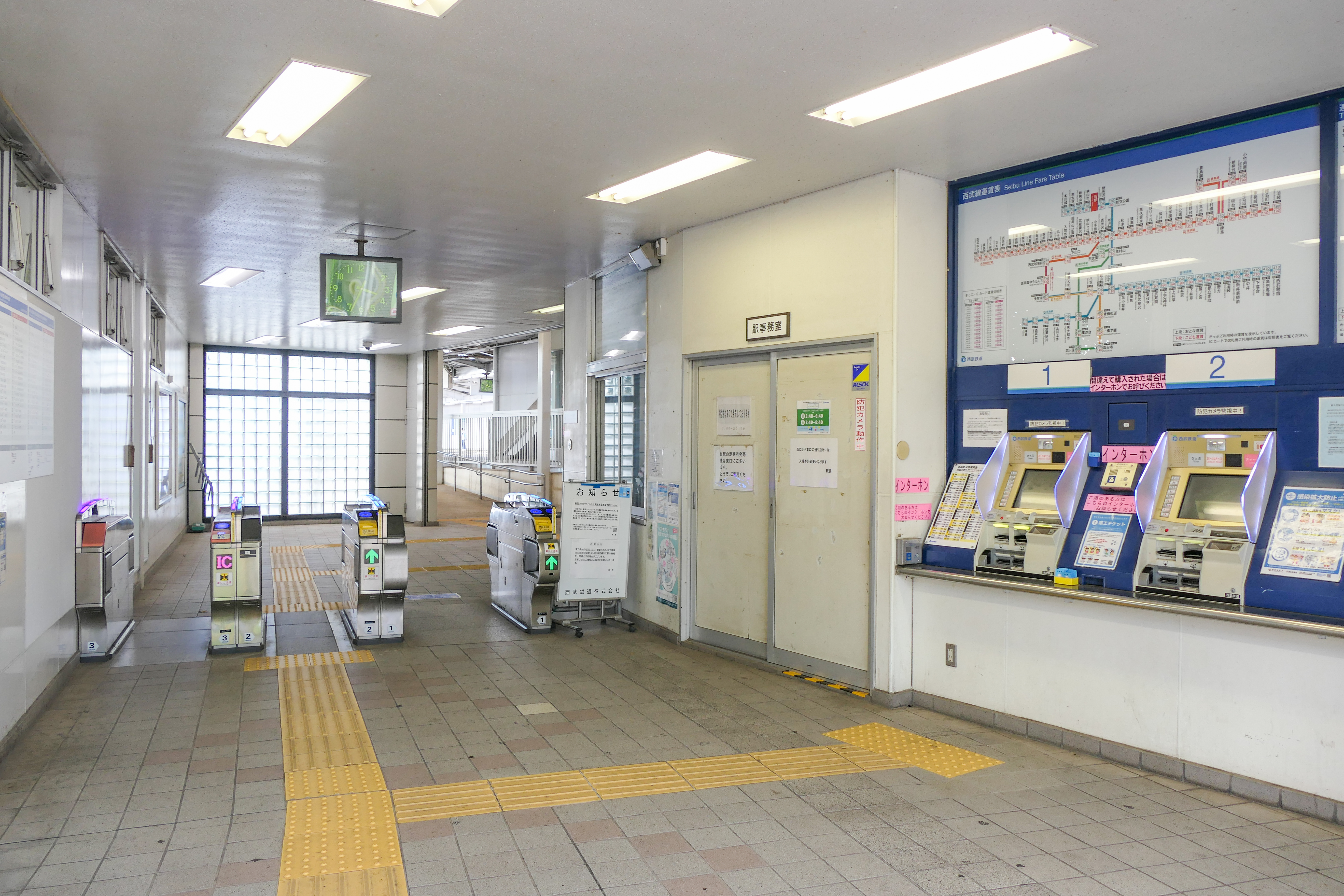
かつての西口改札（2022年8月）
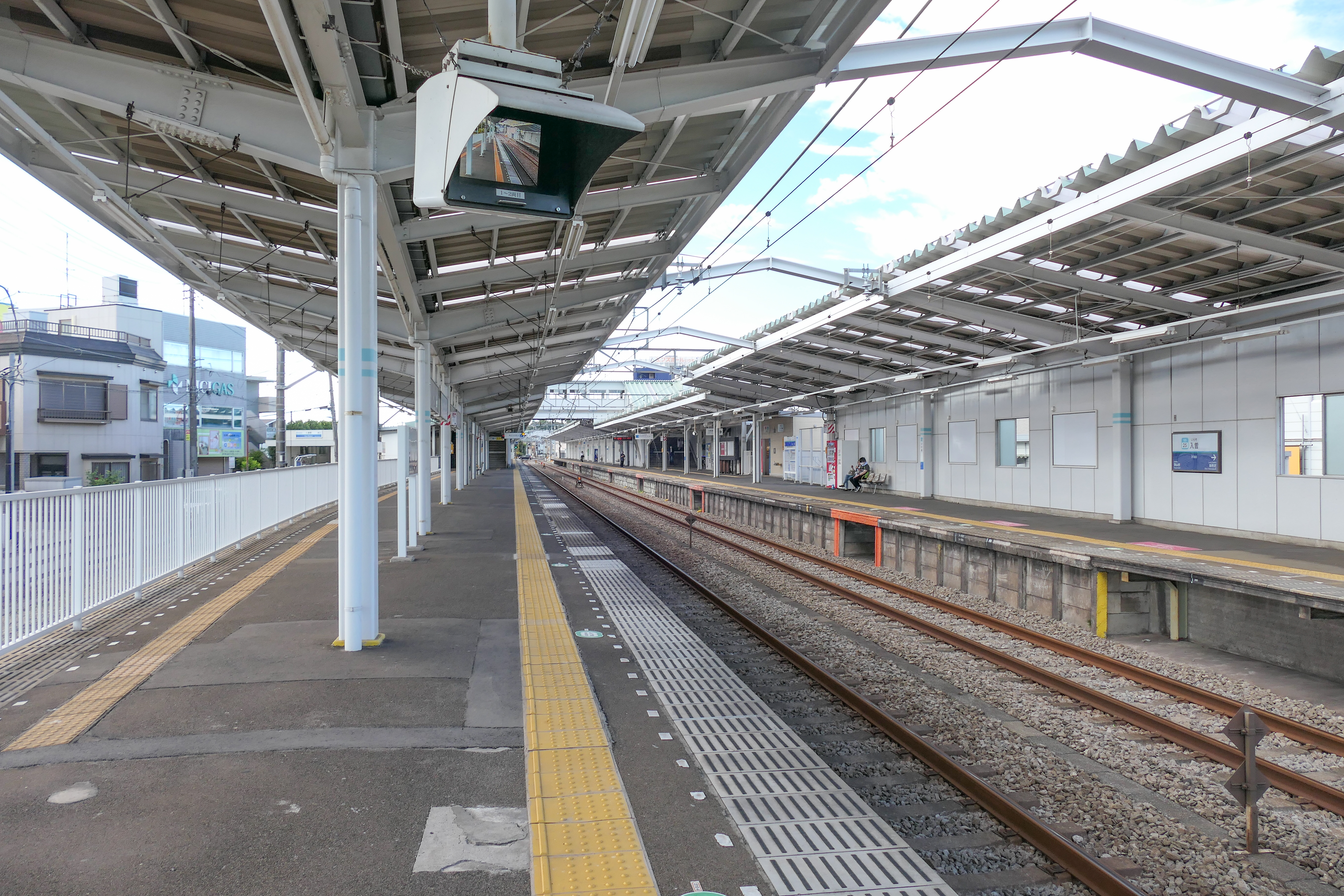
橋上駅舎化前のホーム（2022年8月）
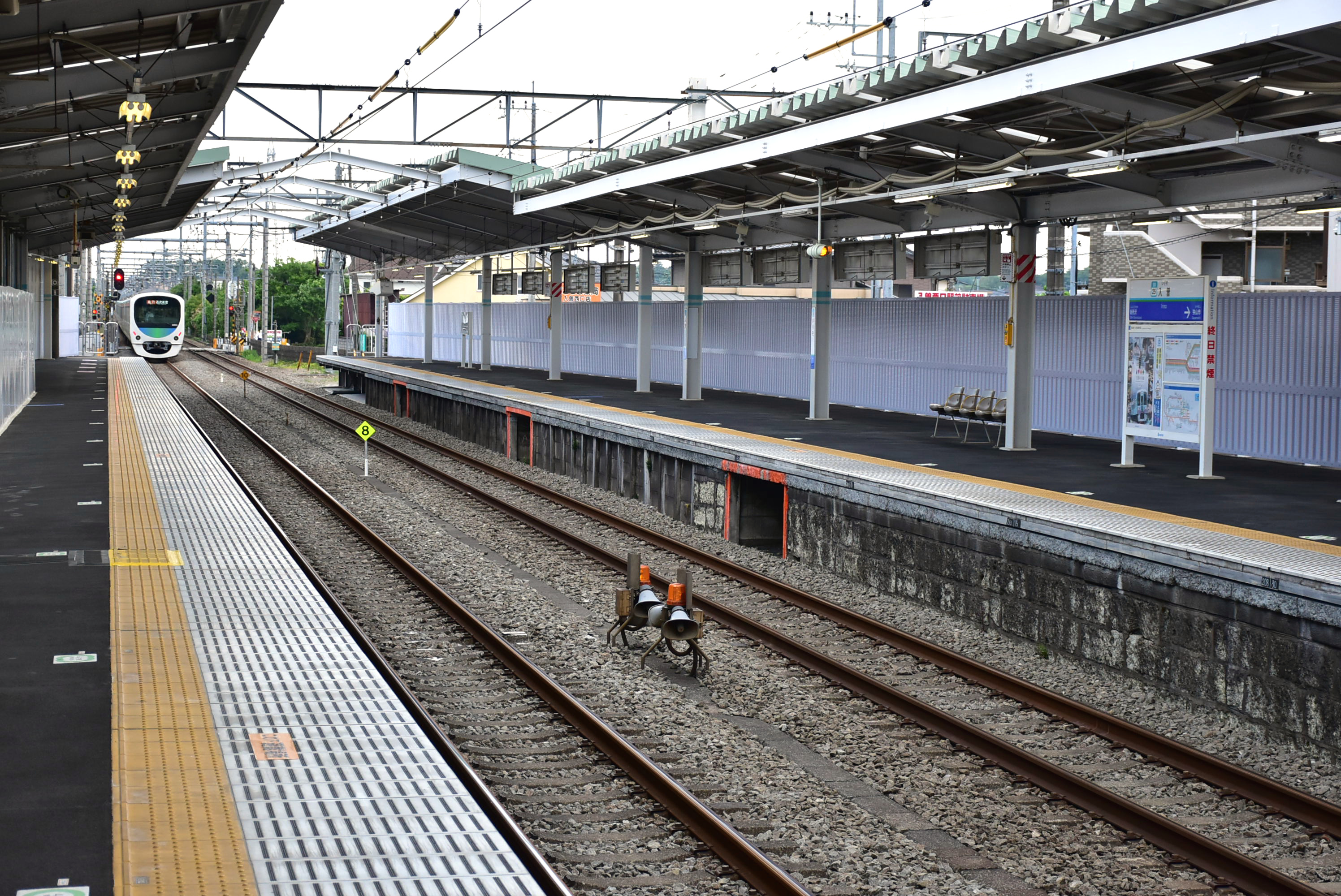
橋上駅舎化後のホーム（2025年5月）

## 利用状況
- 西武鉄道 - 2024年度の1日平均乗降人員は16,146人である[西武 1]。
西武鉄道全92駅中57位。近年は減少傾向にある。

近年の1日平均乗降・乗車人員の推移は下記の通りである。
| 年度               | 1日平均 乗降人員 | 1日平均 乗車人員 | 出典              |
| ------------------ | ---------------- | ---------------- | ----------------- |
| 1990年（平成02年） | 27,418           | 13,699           |                   |
| 1991年（平成03年） | 27,310           | 13,614           |                   |
| 1992年（平成04年） | 27,214           | 13,583           |                   |
| 1993年（平成05年） | 26,972           | 13,465           |                   |
| 1994年（平成06年） | 26,567           | 13,290           |                   |
| 1995年（平成07年） | 25,665           | 12,990           |                   |
| 1996年（平成08年） | 25,457           | 12,822           |                   |
| 1997年（平成09年） | 25,082           | 12,560           |                   |
| 1998年（平成10年） | 24,640           | 12,237           |                   |
| 1999年（平成11年） | 24,165           | 12,007           | [ 埼玉県統計 1 ]  |
| 2000年（平成12年） | 23,641           | 11,725           | [ 埼玉県統計 2 ]  |
| 2001年（平成13年） | 23,256           | 11,517           | [ 埼玉県統計 3 ]  |
| 2002年（平成14年） | 22,720           | 11,245           | [ 埼玉県統計 4 ]  |
| 2003年（平成15年） | 22,453           | 11,101           | [ 埼玉県統計 5 ]  |
| 2004年（平成16年） | 21,936           | 10,848           | [ 埼玉県統計 6 ]  |
| 2005年（平成17年） | 21,530           | 10,654           | [ 埼玉県統計 7 ]  |
| 2006年（平成18年） | 21,268           | 10,506           | [ 埼玉県統計 8 ]  |
| 2007年（平成19年） | 20,804           | 10,332           | [ 埼玉県統計 9 ]  |
| 2008年（平成20年） | 20,664           | 10,278           | [ 埼玉県統計 10 ] |
| 2009年（平成21年） | 20,215           | 10,063           | [ 埼玉県統計 11 ] |
| 2010年（平成22年） | 19,507           | 9,823            | [ 埼玉県統計 12 ] |
| 2011年（平成23年） | 18,945           | 9,504            | [ 埼玉県統計 13 ] |
| 2012年（平成24年） | 18,670           | 9,384            | [ 埼玉県統計 14 ] |
| 2013年（平成25年） | 18,689           | 9,408            | [ 埼玉県統計 15 ] |
| 2014年（平成26年） | 18,327           | 9,220            | [ 埼玉県統計 16 ] |
| 2015年（平成27年） | 18,378           | 9,239            | [ 埼玉県統計 17 ] |
| 2016年（平成28年） | 18,278           | 9,187            | [ 埼玉県統計 18 ] |
| 2017年（平成29年） | 18,346           | 9,221            | [ 埼玉県統計 19 ] |
| 2018年（平成30年） | 18,088           | 9,085            | [ 埼玉県統計 20 ] |
| 2019年（令和元年） | 17,764           | 8,918            | [ 埼玉県統計 21 ] |
| 2020年（令和02年） | 13,159           | 6,601            | [ 埼玉県統計 22 ] |
| 2021年（令和03年） | 14,168           |                  |                   |
| 2022年（令和04年） | 15,393           |                  |                   |
| 2023年（令和05年） | 15,892           |                  |                   |
| 2024年（令和06年） | 16,146           |                  |                   |

## 駅周辺
駅周辺は1960年代から急速に宅地化が進み、狭山市南部の拠点となっている。

### 東口
東口前には昔ながらの店舗が軒を連ねている。

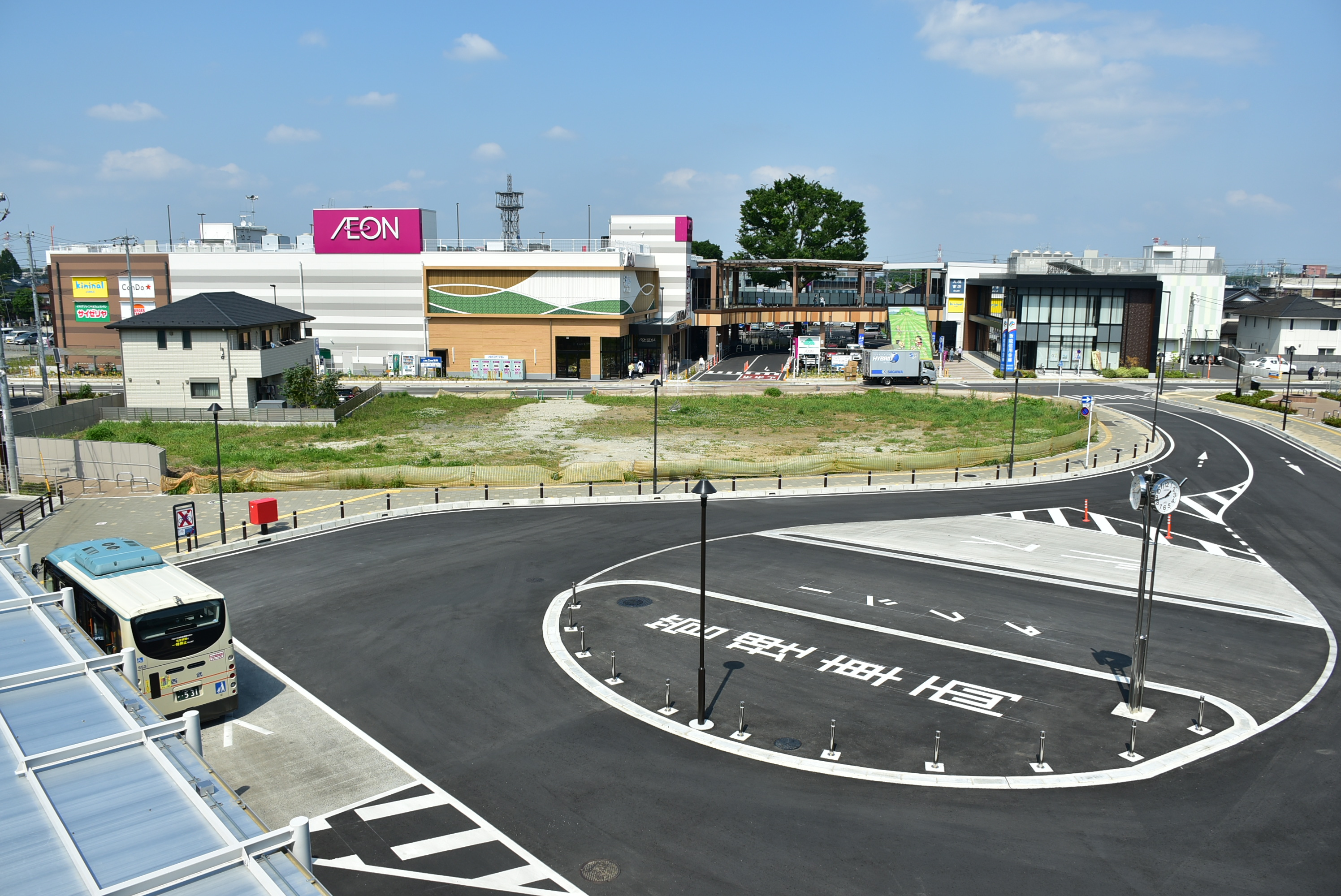
東口ロータリー

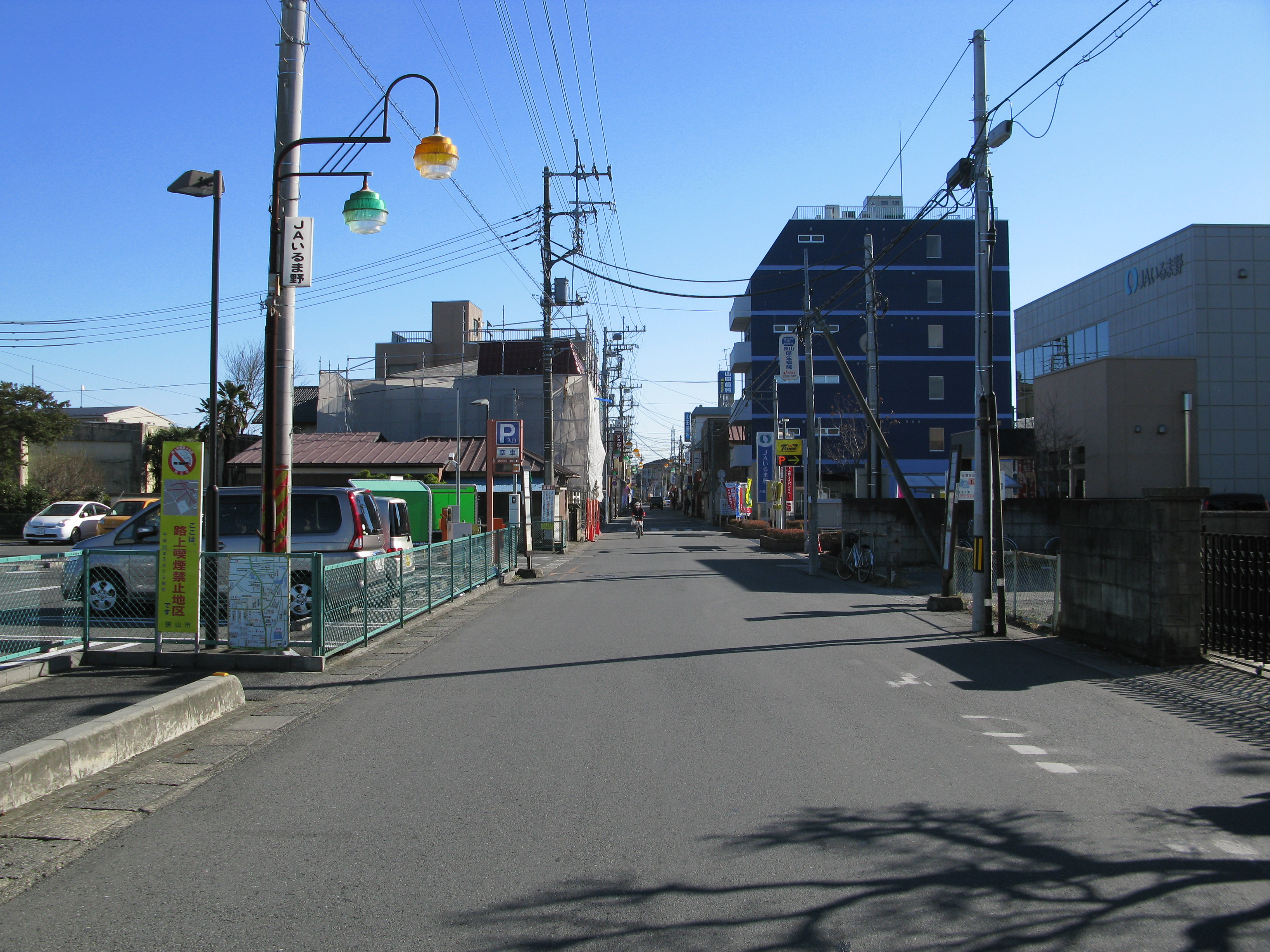
再開発前の東口駅前通り（狭山市南入曽）

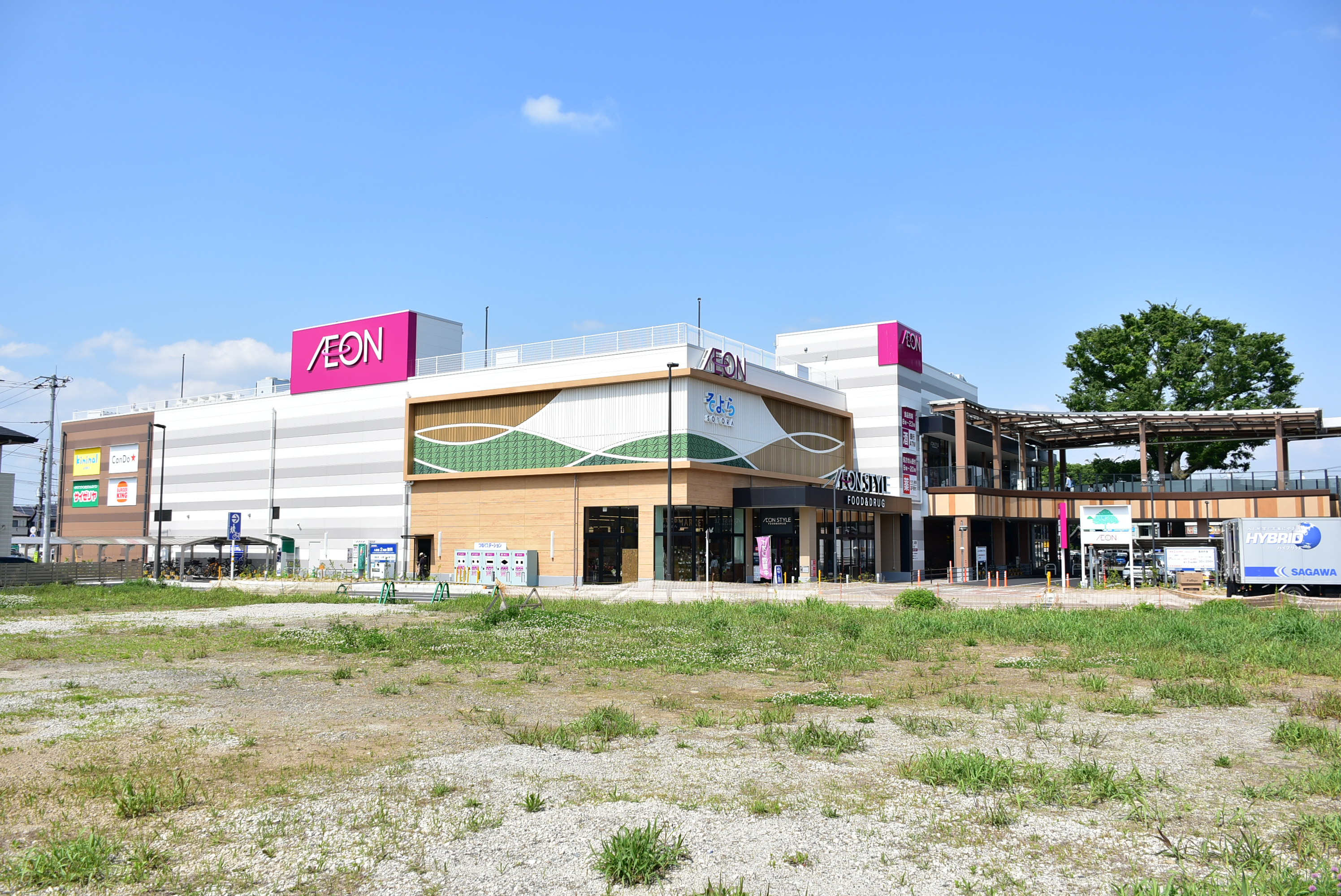
そよら入曽駅前

- 狭山市役所入曽地区センター・狭山市立入曽公民館（併設）
- 狭山入曽郵便局
- 埼玉県道8号川越入間線
- 埼玉県道50号所沢狭山線
- 埼玉県道225号入曽停車場線 - 駅前通り
- そよら入曽駅前（イオンスタイル入曽駅前）
- 業務スーパー 入曽店（旧：JAファーマーズ入間（エーコープ 入間店））
- ヤオコー 入曽店
- ジェーソン 狭山入曽店
- 飯能信用金庫 入曽支店
- JAいるま野 入曽支店
- 狭山茶業農業協同組合
- ファミリーマート 入曽駅前店
- ファミリーマート 入曽店 - 東口から県道50号（つつじ通り）を南下した場所に所在。1973年9月に実験店舗として開店したファミリーマートの第一号店[3]。開店時は「狭山店」で1985年に「入曽店」に改称した[4]。2024年4月に拡張のため100メートルほど店舗を移転しており開業時とは場所が異なる[4]。なお、駅前の店舗は「入曽駅前店」であり店舗が異なる。
- 不老川
- 七曲井 - 埼玉県指定文化財・史跡

### 西口

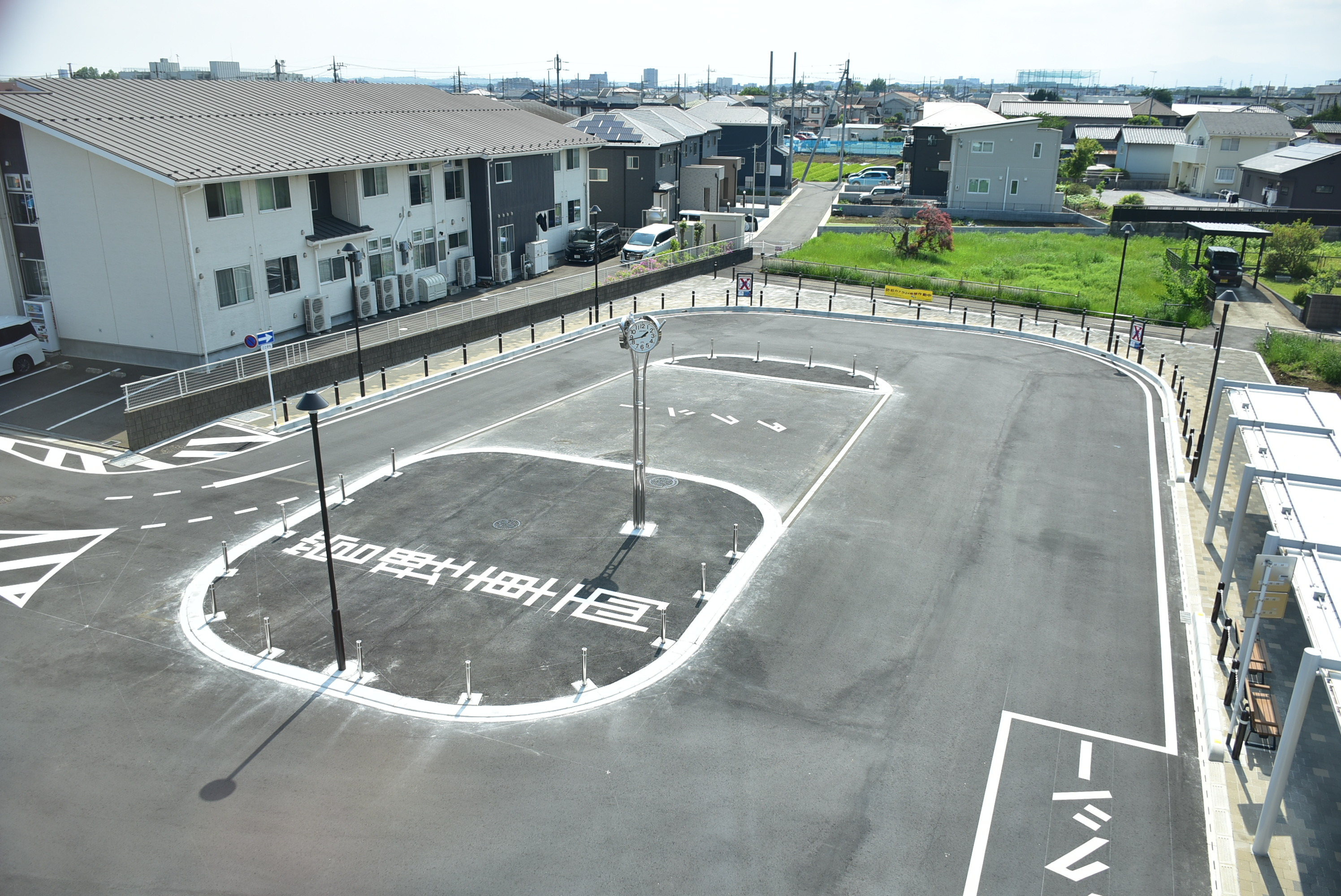
西口ロータリー

西口側には狭山茶の茶畑が広がっているが、駅前は宅地および駐車場などにより畑地は近年縮小している。
- 南入曽車両基地
- 南入曽公園
- 入曽多目的広場
- さやまモータースクール
- 狭山市立南小学校
- 三響フルート製作所
- 日本宣教会 狭山キリスト教会
- 吉田製薬 狭山工場
- 自動車振興会健康保険組合 狭山体育園
- 市立老人福祉センター 不老荘

### バス路線
東口駅前広場に「入曽駅東口」停留所があり、西武バスにより運行される以下の路線が発着する。
- 新狭02：新狭山駅南口行（日祝日1本のみ）
- 狭山市内循環バス
  - 通勤通学コース（入曽駅）：東急狭山団地経由 西武フラワーヒル行
  - 入曽東コース（循環）：東急狭山団地中央・西武フラワーヒル・堀兼神社・あぐれっしゅげんき村方面　※右回り、左回り
  - 入曽西コース（循環）：水野保育所・武蔵藤沢駅・入曽多目的広場方面　※右回り、左回り

このほか、狭山ヶ丘高等学校・日々輝学園高等学校東京校（所在地はともに入間市）へのスクールバスも発着する。

### 駅周辺地区整備事業

#### 整備進まぬ駅周辺
当駅は元々農村部であった地域に古い時期に開業しており、開業時には大掛かりな都市計画などもなく、駅周辺は商店や住宅が明治時代・大正時代以来混在・密集するようになったまま100年以上の時が過ぎていた。人や車の通行も多い一方で、駅前に通じる道路はいずれも狭隘であり、歩道も整備されていない。駅前は開業時以来の極めて狭い空間を有するのみであり、ロータリーや駅前広場がないことから、路線バスの進入も危険な状態となっている。このため1980年の跨線橋完成を機に、再開発の検討が始まったが、1996年の西口開設を経ても進展はなかった。西口側には武蔵野の面影を残す農地や雑木林が広がっていたが、駐車場や資材置き場に転用されるようになり、駅前にふさわしくない無秩序な土地利用が懸念されていた。

#### 2000年代の計画とその実施断念
2000年代に入り、入曽駅東口地区整備事業および入曽駅周辺地区区画整理事業が計画された。狭山市は1995年に狭山市立入間小学校（当時）の校地の一部を割いて「入曽駅周辺開発事務所」を設置し、地権者・住民との合意形成に努めたものの、一部地権者の反対が強く、具体的な進展は見られなかった。2008年10月には入曽駅東口地区約6.9ヘクタールを土地区画整理事業の手法で開発する基本構想を決定したが、その後も地権者との合意形成が進まなかったため、土地買収方式で事業を進める方針に転換。2011年3月には事業地内の狭山市立入間小学校を廃校とし、学校敷地（1万3千平方メートル）を再開発に伴う移転・代替用地に当て、再開発事業開始への準備を進めた。同年8月から11月にかけて全地権者に意向確認調査を実施。東口地区北側が南側に比して事業開始に賛同する意見が多く、いるま野農業協同組合・狭山茶業農業協同組合・飯能信用金庫入曽支店などが用地買収に同意の方向を示したことから、北側約4ヘクタールについて先行整備する方針を立てた。しかし事業地内の駅前大手地権者（1法人2個人）と土地買収金額などの面でなおも折り合わず、駅前大手地権者が事業反対の意向を示したため、ついに2013年5月、狭山市は地権者の協力が得られず今後の見通しが立たないことなどを理由に両計画の実施を断念し計画を凍結する方針を明らかにした。「今後も整備を市の重要な政策課題として位置付けていく」（入曽駅周辺開発事務所）としながらも、同年10月、「入曽駅周辺開発事務所」は閉鎖され、狭山市役所内に移された。翌2014年3月31日をもって入曽駅周辺開発事務所は都市建設部都市計画課に統合され廃止となった。

#### 新計画の公表
その後改めて再開発推進が図られることになり、市は2016年度予算に調査費を計上、再び計画が立てられることになった。2017年11月、市は凍結した前回の計画の規模を縮小し、駅周辺全体の大掛かりな区画整理は行わない新計画案を提示、2018年2月、入曽駅周辺整備事業基本計画（案）の具体的な内容が公表された。駅東口地区については、前回計画の段階で地権者との合意形成が出来ていた駅北側約4ヘクタールを中心に、合意形成可能な区域において再開発を行う方針が示された。当初再開発に伴う移転・代替用地に充てる予定であった狭山市立入間小学校跡地に民間事業者を誘致し、複合型商業施設等を建設、狭山茶業農業協同組合より買収した土地に駅前広場を整備、また既存道路とのアクセス道路を敷設する。また駅西口も再整備し、現在市営駐輪場として使用されている場所などに西口駅前広場を設け、アクセス道路を敷く。駅舎を改築し、狭山市駅側に橋上駅舎を建設、線路と既存の道路を跨ぐ東西自由通路を設けるという。市は既に狭山茶業農業協同組合より土地を取得、2016年度から駅前広場につながる道路の建設が始まっている。新たな開発範囲にかかる地権者からの同意も得ており、比較的広く取られている駅敷地を用い駅舎の全面改築等を行うため、西武鉄道側との協議に入っている。市は2018年2月から3月にパブリックコメントを募集、寄せられた意見に対する市の考えを公表した上で、同年4月に入曽駅周辺整備事業基本計画を決定した。2018年度中の計画事業化を目指しており、事業完了は2020年度以降になる見通しという。

## 付記
- 駅所在地である南入曽の由来は、古典の終助詞「な〜そ」で表される「禁止」の意から、「入ってはいけない」を意味するとする説があるが、少数説である。
- 当駅の南にさやまモータースクールが経営する「武蔵野狭山林間コース入曽フィールドアスレチック」があり、多くの子供達が遠足などで訪れていたが、2001年に廃園となっている（開園は1976年9月）。現在、その跡地の一部は「ロッジ水野の森」（経営者は同じ）として、各種野外イベントなどの会場として利用されている。跡地全域が同施設用地となっており、今後拡張整備される予定。

## 隣の駅
西武鉄道
 新宿線
■通勤急行
通過
■快速急行（下りのみ）・ ■急行・■準急・■各駅停車
新所沢駅 (SS24) - （南入曽信号場） - 入曽駅 (SS25) - 狭山市駅 (SS26)
- なお、新所沢駅との間には南入曽信号場が設けられており、南入曽車両基地へ分岐している。